# Britta Becker
Britta Becker (ur. 11 maja 1973 w Rüsselsheim) – niemiecka hokeistka na trawie, medalistka olimpijska.
Wraz z zespołem narodowym odniosła szereg sukcesów - była wicemistrzynią olimpijską w 1992, wicemistrzynią Europy w 1991, brązową medalistką mistrzostw świata w 1995 i mistrzostw Europy w 1998, halową mistrzynią Europy. Zakończyła karierę sportową krótko przed igrzyskami w Atenach w 2004, na których jej dawne koleżanki z reprezentacji zdobyły tytuł mistrzowski. 
W 1996 wyszła za mąż za prezentera telewizyjnego Johannesa Kernera, z którym ma dwoje dzieci (córkę Emily, ur. 1999 i syna Nika, ur. 2001).